# Нижняя Чепша (приток Вамы)
Нижняя Чепша (Чепша) — река в России, протекает по Пудожскому району Карелии.
Протекает через Чепшозеро, выше которого носит название Чепша, ниже — Нижняя Чепша. Устье реки находится в 12 км по левому берегу реки Вама. Длина реки составляет 22 км, площадь водосборного бассейна — 156 км².

## Данные водного реестра
По данным государственного водного реестра России относится к Балтийскому бассейновому округу, водохозяйственный участок реки — Водла, речной подбассейн реки — Свирь (включая реки бассейна Онежского озера). Относится к речному бассейну реки Нева (включая бассейны рек Онежского и Ладожского озера).
Код объекта в государственном водном реестре — 01040100412102000016142.